# Oscar Hertwig

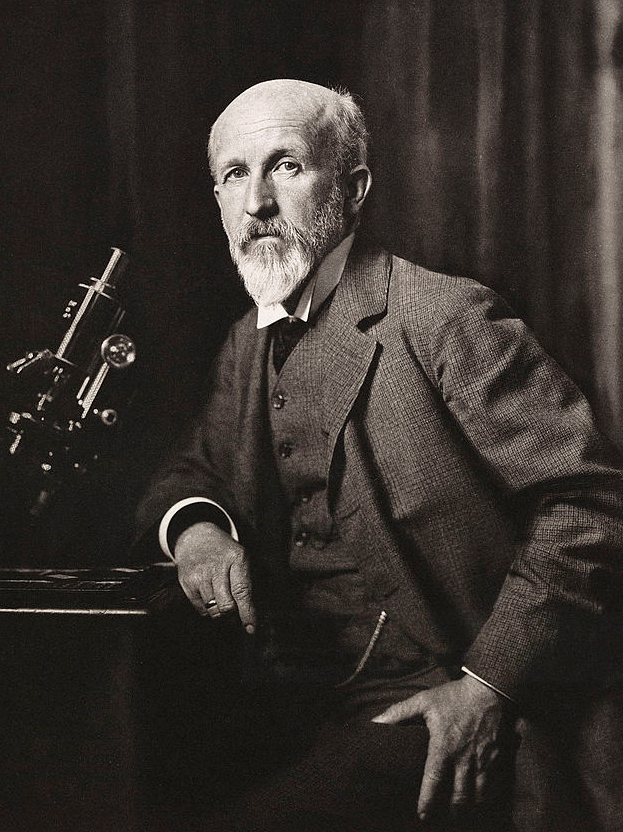
Oscar Hertwig (1906)

Oscar Wilhelm August Hertwig, auch bekannt als Oskar Hertwig (* 21. April 1849 in Friedberg (Hessen); † 25. Oktober 1922 in Berlin), war ein deutscher Anatom, Zoologe und Entwicklungsbiologe. Mit seinem Lehrbuch Allgemeine Biologie eröffnete er eine Denkrichtung in der Biologie, in der nicht mehr die Vielfalt der Formen und Prozesse, sondern die gemeinsamen Kennzeichen alles Lebendigen im Vordergrund standen.

## Leben

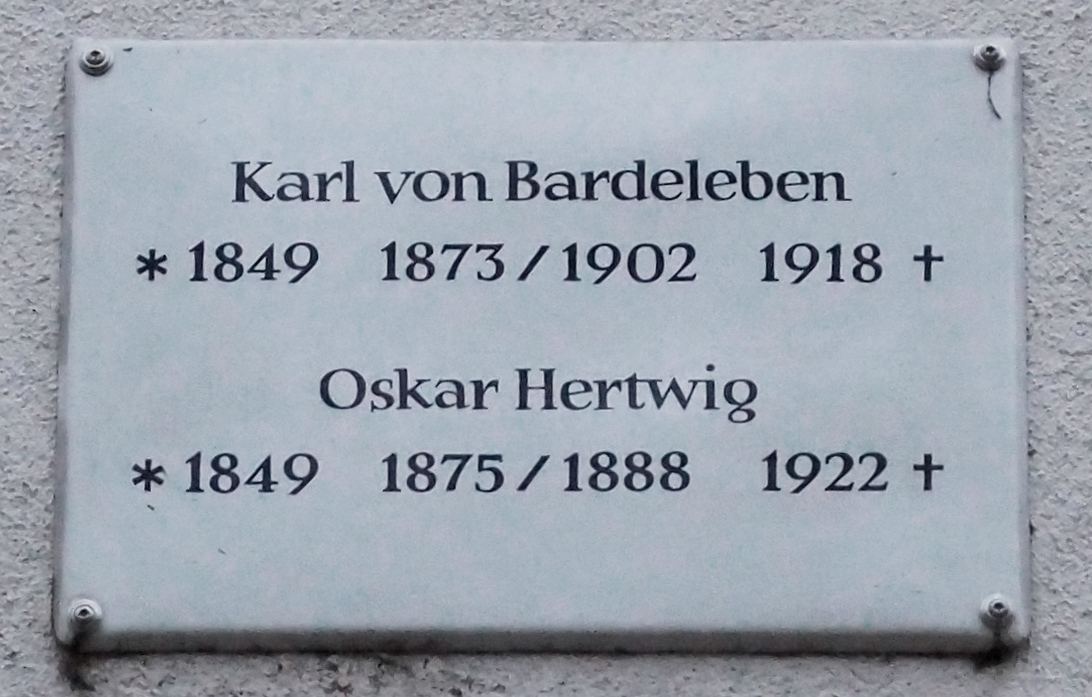
Tafel für Oscar Hertwig in Jena, Teichgraben 7

Oscar Hertwig kam als Sohn eines wohlhabenden Kaufmanns zur Welt. Kurz nach der Geburt zogen die Eltern nach Mühlhausen/Thüringen um, wo Oscar mit seinem jüngeren Bruder Richard Hertwig Schule und Gymnasium besuchte sowie 1868 das Abitur ablegte.
Beide Brüder gingen 1868 an die Universität Jena, um bei Ernst Haeckel das Medizinstudium aufzunehmen. Mit ihm fuhren sie auch auf Exkursionen, mindestens einmal nach Dalmatien. 1869 kam es zu einem Auslandssemester in Zürich, 1870 bestanden beide das Physikum bei Haeckel.
Ab 1871 führten beide ihre Studien  bei Max Schultze in Bonn fort, bei dem sie zu Dres. med. promoviert wurden. Oscars Promotionsarbeit von 1872 trug den Titel „Über die Entwicklung und den Bau des elastischen Gewebes im Netzknorpel“. Die Arbeiten beider Brüder erschienen im gleichen Band des von Schultze herausgegebenen Archiv für mikroskopische Anatomie. Beide wurden anschließend Assistenten am Anatomischen Institut in Bonn und bestanden dort 1873 ihr medizinisches Staatsexamen. 1874 starb Schultze plötzlich, und 1875 begleiteten beide Brüder wieder Haeckel auf einer großen Forschungsreise ans Mittelmeer. Dort führte Oscar Hertwig Untersuchungen zum von ihm beobachteten Befruchtungsvorgang an Seeigel-Eiern durch, welche die Grundlage für seine Habilitation in Jena im Jahr 1875 wurden.
Dank finanzieller Unterstützung durch die Eltern war es den Brüdern möglich einige Jahre als freie Forscher zu arbeiten. Zusammen wurden sie am 28. Januar 1881 zu Mitgliedern  der Leopoldina gewählt. Noch im gleichen Jahr wurde Hertwig 1881 zum ordentlichen Professor für Anatomie an der Universität Jena berufen. Ebenfalls 1881 erschien Die Coelomtheorie, eine Gemeinschaftsarbeit der Brüder.

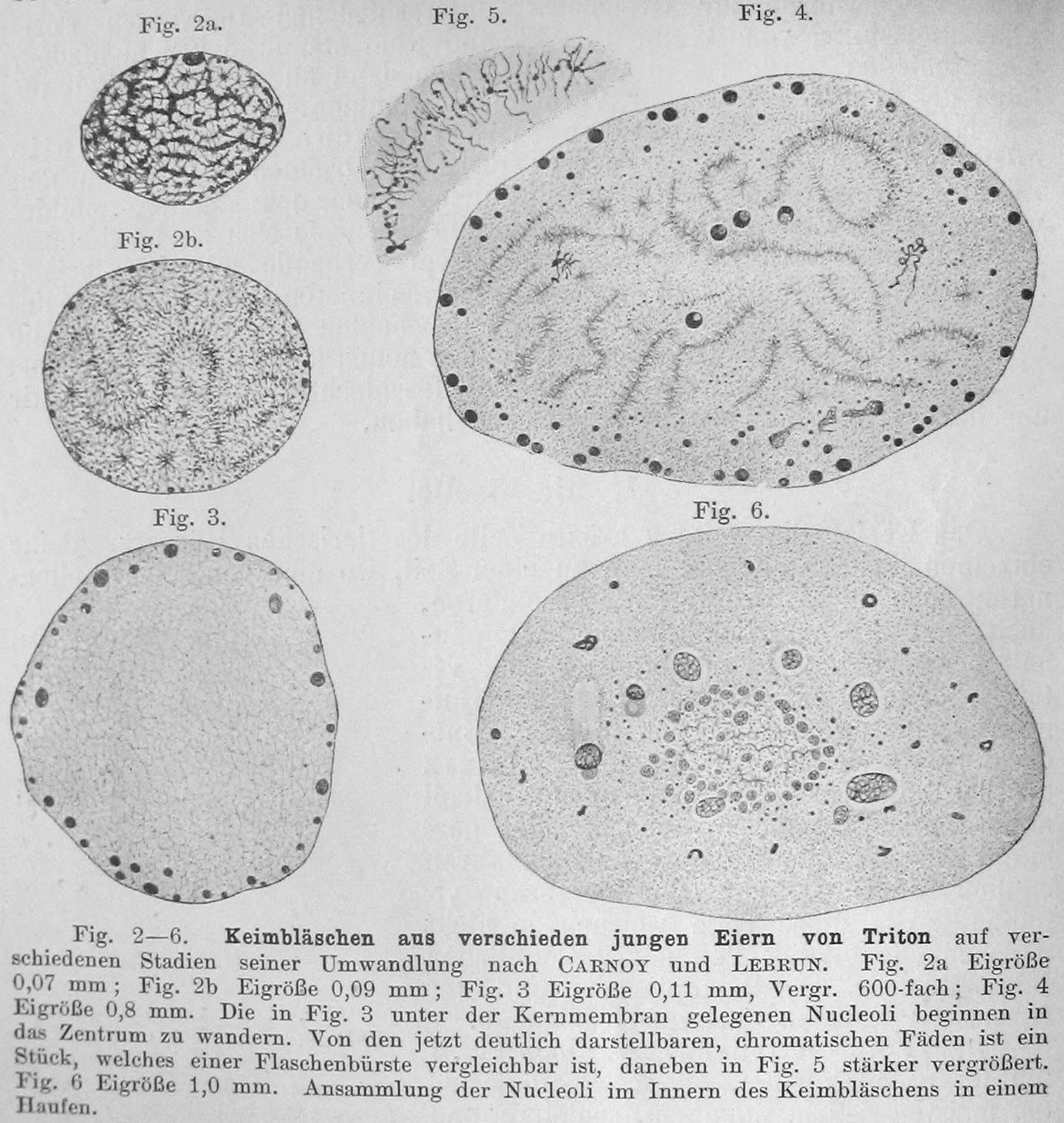
Abbildung im Lehrbuch der Entwicklungsgeschichte des Menschen und der Wirbeltiere (Achte umgearbeitete und erweiterte Auflage, 1906). Die in der Bildunterschrift als „Keimbläschen“ bezeichneten Objekte sind Zellkerne des Ovarialeies. „Triton“ ist der historische Name der Molch-Gattung Triturus. Die in Figur 5 dargestellte Struktur wird nach heutiger Terminologie „Lampenbürstenchromosom“ genannt.

1888 ging er als Gründungsdirektor des Anatomisch-Biologischen Instituts nach Berlin, wo er bis zu seinem Tod blieb. Ab 1889 war er Mitglied in der Preußischen Akademie der Wissenschaften, 1894/95 sowie 1908/09 Dekan der medizinischen Fakultät und 1904/05 Rektor der Universität. 1898 wurde er zum auswärtigen Mitglied der Königlich Dänischen Akademie der Wissenschaften und 1911 zum korrespondierenden Mitglied der Göttinger Akademie der Wissenschaften gewählt. Er wurde am 1. April 1921 emeritiert.
Nach dem Ersten Weltkrieg wohnte er in Grunewald in der Wangenheimstraße 28.
Oscar Hertwig hatte nur wenige Schüler und Doktoranden, errang aber über seine Lehrbücher und Monografien einen großen Einfluss auf die deutsche Biologie.
Seine Kinder waren die Zoologin Paula Hertwig und der Anatom Günther Hertwig.

## Werk

### Befruchtung des Seeigel-Eis
Auf der Reise von 1875 beobachtete Hertwig erstmals am nahezu durchsichtigen Seeigel-Ei in seinen einzelnen Stadien unterm Mikroskop die Befruchtung einer weiblichen Eizelle durch eine männliche Samenzelle. Noch im selben Jahr habilitierte er sich in Jena für Anatomie und Entwicklungsgeschichte über die Befruchtung des tierischen Eis.
Später erforschte er den Befruchtungsprozess noch genauer, wobei er seine mikroskopischen Präparate mit Osmiumtetroxid fixierte. Er konnte zeigen, dass bei der Befruchtung die Kerne beider Keimzellen erhalten bleiben und später zum Synkarion verschmelzen. Es kommt also nicht zu einer Neubildung des Zellkerns, wie lange Zeit etwa von Eduard Strasburger behauptet wurde. Die Chromosomen hielt er für die Träger der Erbanlagen.

### Hertwigsche Epithelscheide
Die Hertwig-Epithelscheide (HES), der Bereich der Umschlagfalte zwischen innerem und äußerem Schmelzepithel des Zahnschmelzorgans (Organon enameleum) wurde nach ihrem Entdecker Oscar Hertwig benannt, der sie 1874 an Amphibien entdeckte.

### Coelomtheorie
In den Jahren nach 1875 konnte Oscar Hertwig durch kein Amt behindert – häufig gemeinsam mit seinem Bruder – forschen. Sie arbeiteten über das Nervensystem und die Sinnesorgane der Hohltiere und verfolgten das Schicksal der einzelnen Keimblätter. 1881 publizierten sie ihre Coelomtheorie, wonach sich bei vielen Tieren aus der Gastrula durch Abfaltung des Mesoderms aus dem Entoderm eine „Coelomlarve“ entwickelt.

## Gegner des Sozialdarwinismus
Hertwig distanzierte sich vom Vitalismus ebenso wie von einem unreflektierten Physikalismus und dem Einfluss des Atomismus auf die Zellulartheorie.
Trotzdem stempelte ihn sein Lehrer Ernst Haeckel als Vitalisten ab, weil er sich kritisch über dessen deterministische Selektionstheorie, das biogenetische Grundgesetz und den Monismus geäußert hatte. Hertwig brach alle Beziehungen zu Haeckel ab, während sein Bruder Richard ihm freundschaftlich verbunden blieb. In seinen letzten Werken „Zur Abwehr des ethischen, des sozialen, des politischen Darwinismus“ und „Der Staat als Organismus“ wandte er sich gegen den zunehmenden Sozialdarwinismus.

## Schriften
- Das Problem der Befruchtung und der Isotropie des Eies. Eine Theorie der Vererbung. Gustav Fischer, Jena 1884
- Lehrbuch der Entwicklungsgeschichte des Menschen und der Wirbeltiere. Gustav Fischer, Jena 1886 (1. Auflage) bis 1915 (10. Auflage)
- Lehrbuch der Entwicklungsgeschichte des Menschen und der Wirbeltiere. 5. Auflage, Gustav Fischer, Jena 1896 Digitalisat
- Zeit und Streitfragen der Biologie. 1894, Neuausgabe 2016. ISBN 978-3-7411-5379-2
- „Die Lehre vom Organismus und ihre Beziehung zur Socialwissenschaft. Rede zur Feier des Geburtstages Seiner Majestäts des Keisers und Königs in der Aula der Königlichen Friedrich-Wilhelms-Universität zu Berlin am 27. Januar 1899“. W. Büxenstein, Berlin 1899
- Ueber eine Methode, Froscheier am Beginn ihrer Entwicklung im Raume so zu orientieren, dass sich die Richtung ihrer Teilebenen und ihr Kopf- und Schwanzende bestimmen lässt. In: Denkschriften der Medizinisch-Naturwissenschaftlichen Gesellschaft zu Jena, 11, (= Festschrift zum siebzigsten Geburtstage von Ernst Haeckel, Herausgegeben von seinen Schülern und Freunden), Fischer, Jena 1904, S. 17–30 (Digitalisat)
- Handbuch der vergleichenden und experimentellen Entwickelungsgeschichte der Wirbeltiere. Erster Band, Erster Teil, Erste Hälfte, Gustav Fischer, Jena 1906 Digitalisat
- Der Kampf um Kernfragen der Entwicklungs- und Vererbungslehre, Gustav Fischer, Jena 1909 Digitalisat
- Das Werden der Organismen. Zur Widerlegung von Darwin's Zufallstheorie durch das Gesetz in der Entwicklung Gustav Fischer, Jena 1916 (1. Auflage), 1918 (2. Auflage) Digitalisat, 1922 (3. Auflage) Digitalisat.
- Allgemeine Biologie. Zweite Auflage des Lehrbuchs „Die Zelle und die Gewebe“. Gustav Fischer, Jena 1906.
- Die Elemente der Entwicklungslehre des Menschen und der Wirbeltiere : Anleitung und Repetitorium für Studierende und Ärzte. – 5. Aufl. – Jena : Fischer, 1915. Digitalisierte Ausgabe der Universitäts- und Landesbibliothek Düsseldorf
- Zur Abwehr des ethischen, des sozialen, des politischen Darwinismus. Gustav Fischer, Jena 1918. Online-Ausgabe von 1921
- Der Staat als Organismus : Gedanken zur Entwicklung der Menschheit. Gustav Fischer, Jena 1922.